# Dobka
Dobka – potok, prawostronny dopływ Wisły o długości 5,69 km i średnim spadku 4,3%.
Potok płynie w Ustroniu, w dzielnicy Dobka. Jego źródła znajdują się na wysokości ok. 650 m n.p.m. w rejonie przysiółka Kubalonka, na zachodnich zboczach Trzech Kopców Wiślańskich. Dobka spływa w kierunku północno-zachodnim i uchodzi do Wisły na wysokości 390 m n.p.m., poniżej Obłaźca. Jej dolina oddziela od głównego grzbietu pasma Równicy boczny grzbiet Kamiennego – Bukowej – Obory. Nazwa, wspominana z końcem XVII w. (jako Dobrka), pochodzi od przymiotnika dobry.
Z Doliny Dobki biegnie znakowany kolorem czarnym szlak turystyczny na Trzy Kopce Wiślańskie.